# 伊奈忠家
伊奈 忠家（いな ただいえ）は、戦国時代から江戸時代初期の武将。江戸初期の関東代官として知られる伊奈忠次の父。

## 生涯
最初は徳川家康に仕え、三河国小島城主であった。永禄6年（1563年）三河一向一揆では兄らとともに一揆方に加担して徳川家を追われる。天正3年（1575年）長篠の戦いでは松平信康の部隊に所属して武功を上げ、以後は信康に仕えたが、天正7年（1579年）信康が自害させられると再び徳川家を離れ、三河一向一揆後に和泉国堺に移っていた兄貞吉を頼って、子の忠次とともに堺へ移った。天正12年（1584年）小牧・長久手の戦いでは井伊直政の隊に所属して武功を上げ、その後は織田信雄に仕えた。天正18年（1590年）信雄が改易となった後は、既に徳川家に帰参していた忠次を頼った。